# 錦町 (岡崎市)
錦町（にしきまち）は愛知県岡崎市の町名。郵便番号は444-0067。丁番を持たない単独町名であり、小字は設置されていない。

## 地理
岡崎市の西部に位置する。町内には番地が設定されている。

### 番地
| - 1 - 2 - 3 - 4 - 5 | - 6 - 7 - 8 - 9 - 10 |

## 世帯数と人口
2019年（令和元年）5月1日現在の世帯数と人口は以下の通りである。
| 町丁 | 世帯数  | 人口  |
| ---- | ------- | ----- |
| 錦町 | 187世帯 | 399人 |

### 人口の変遷
国勢調査による人口の推移
| 1995年（平成7年）  | 380人 | [ 6 ]  |  |
| 2000年（平成12年） | 394人 | [ 7 ]  |  |
| 2005年（平成17年） | 411人 | [ 8 ]  |  |
| 2010年（平成22年） | 423人 | [ 9 ]  |  |
| 2015年（平成27年） | 387人 | [ 10 ] |  |

## 小・中学校の学区
市立小・中学校に通う場合、学区は以下の通りとなる。
| 番・番地等 | 小学校             | 中学校           |
| ---------- | ------------------ | ---------------- |
| 全域       | 岡崎市立広幡小学校 | 岡崎市立葵中学校 |

## 歴史

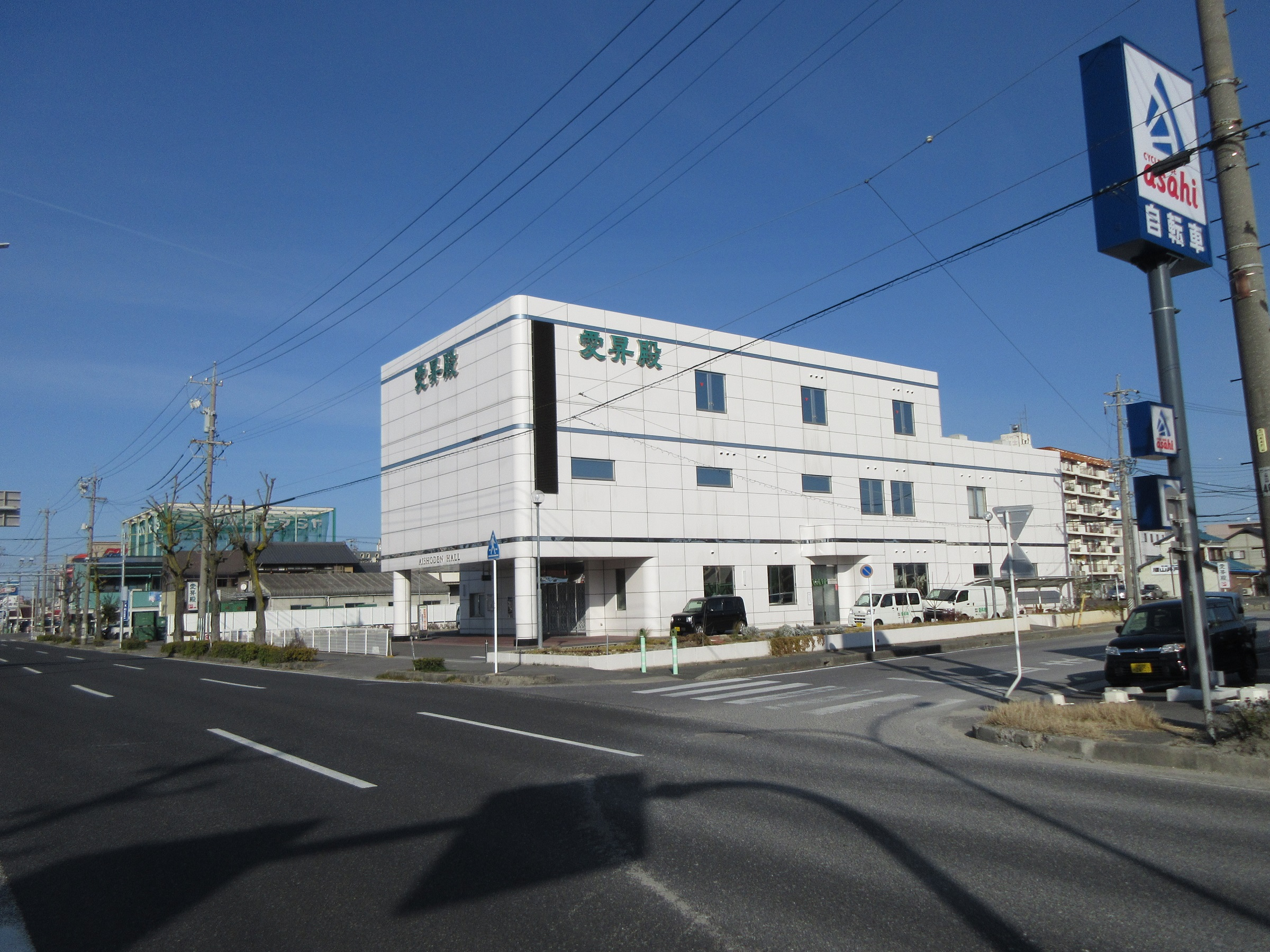
国道248号。岡崎錦愛昇殿。

額田郡日名村の一部を前身とする。

### 沿革
- 1976年（昭和51年）3月25日 - 岡崎都市計画中部土地区画整理事業により、井田町及び伊賀町の一部が分離され錦町となった[1]。

## 交通
- 国道248号
- 愛知県道56号名古屋岡崎線（平針街道）

## 施設
- 豊田信用金庫岡崎支店
- ヒマラヤゴルフ岡崎店
- セブン-イレブン岡崎錦町店
- 生活協同組合コープあいちコープ岡崎北
- 岡崎錦愛昇殿

## その他

### 日本郵便
- 郵便番号 : 444-0067[4]（集配局：岡崎郵便局[12]）。

## 参考資料
- 「角川日本地名大辞典」編纂委員会 編『角川日本地名大辞典 23 愛知県』角川書店、1989年3月8日。ISBN 4-04-001230-5。
- 有限会社平凡社地方資料センター 編『日本歴史地名体系第23巻 愛知県の地名』平凡社、1981年。ISBN 4-582-49023-9。